# 1257 Móra
1257 Móra este un asteroid din centura principală, descoperit pe 8 august 1932 de Karl Reinmuth.